# Пубертет
Пубертет е периодът от развитието на човека, фаза, при която детето преминава, за да се развие във възрастен индивид.
Това е процес, който продължава години и е свързан с редица физиологични, емоционални и интелектуални промени. Така както представителите на по-нисши класове от животинския свят преминават през различни етапи в своето развитие, докато достигнат половото си съзряване, наречено имаго, така и човекът изживява своята метаморфоза, която да го превърне в способен да се възпроизвежда индивид.

## Продължителност
В научните среди въпросът кога точно започва и кога свършва пубертетът е все още спорен. Според едни учени, край на пубертета се слага с половото съзряване. Други смятат, че краят е тогава, когато индивидът се оформи и полово, но и психически като възрастен човек.
Все пак обикновено се смята, че пубертетът започва по различно време при момичетата и при момчетата, и се приема, че при момичетата това става по-рано. За нормална долна граница при момичетата се приема 8-13 години. Вариациите са от 9 до 15 години се приемат за нормални стойности. При момчетата – 10-14 години. Продължителността на пубертета е строго индивидуална и не могат да бъдат давани някакви прогнози, тъй като това е процес, който променя човека както физиологично, като го прави годен за възпроизводство, така и процес, засягащ духа.

## Физически промени
Пубертетът е характерен с това, че по време на него се появяват т. нар. вторични полови белези (първични полови белези са тези, които отличават двата пола – репродуктивните органи). При жените това са развитие на млечните жлези, характерно окосмяване, промяна в костната структура — разширяване на родилния канал на таза и др., натрупване на защитна мастна тъкан около таза и корема, поява на менструален цикъл. При момчетата вторични полови белези са – мутиране на гласа (гласът става по-нисък с една октава, по-басов, добива мъжки тембър), поява на окосмяване по тялото – първо около интимните части, след това по тялото и лицето и накрая по гърдите), израстване на половите органи със започване на тяхната функция, поява на брада, закаляване на костната структура, натрупване на мускулна маса.

### При момчетата
Обикновено пубертетът е предвещан от рехаво окосмяване около половите органи, под мишниците и на лицето – на бузите и над горната устна. След това започва израстване на тялото във височина, което може да бъде с по 15-20 см на година. При момчетата скоро след началото на пубертета, започват промени в гласа. В началото гласът звучи странно, дори по-пискливо. Промяната му не е рязка, а става постепенно за месеци. Медицинската история пази случаи на мъже, които са имали съвсем нормално полово развитие, но гласът им не е мутирал. Заедно с мутирането започва порастването на половите органи.
При момчетата скротумът (кожата около тестисите) става по-еластична и се набръчква. Тестисите също се уголемяват и започват продукцията на сперматозоиди. Освен полови клетки, те произвеждат и мъжкия хормон – тестостеронът (виж по-надолу). Пенисът също нараства, като достига своето пълно развитие до 18-годишна възраст. За стандартни размери на пениса са приети – преди пубертета от 6 до 8 см в ерекция, а след половото развитие – от 12 до 13 см по дължина в ерекция и от 5 до 10 см в нееректирало състояние. При момчетата половите жлези започват своята функция, което се ознаменува с първото семеизпразване – еякулация. То може да е неволно, най-често по време на сън или вследствие на мастурбация. Преди да започне редовната работа на мъжките полови органи, много момчета мастурбират, без да могат още да се изпразват. Това се нарича „сух оргазъм“.

### При момичетата
При момичетата матката нараства и се оформя с типичната си крушовидна форма, яйчниците започват своята работа – продукция на яйцеклетки. Външните полови органи също се развиват – нарастват, кожата около тях става розова, появява се т. нар. бяло течение (левкорея), развиват се овлажняващите жлези. При момичетата характерна черта за това, че пубертетът е започнал, е появата на първата менструация, наричана менархе. След това по време на половото съзряване цикълът при момичетата не е особено редовен, което е съвсем нормално. Гърдите също нарастват, на няколко фази. Накрая те се оформят с типичната женска форма, а млечните жлези са готови да поемат функцията си.

## Хормони
Преди всичко пубертетът е игра на хормони, които са основните „заподозрени“ за гореспоменатите промени. В развитието участват и са от значение множество хормони. И при двата пола най-важна роля за растежа има хормонът соматотропин, който отговаря за цялостното израстване на организма и се отделя от хипофизната жлеза. Половите хормони са тестостерон при мъжете и естроген при жените. Освен това има още някои „спомагателни“ хормона — пролактин (спомагащ развитието на млечните жлези), дихидротестостерон, който спомага израстването на брада при момчетата и който се отделя от простатната жлеза. Особено полезен за съзряването през пубертета е следобедният сън, при който се отделят голямо количество хормони.

## Променливи нива на хормоните
Понякога през пубертета се получава дисбаланс в нивата на определени хормони, което води до някои неприятни козметични дефекти, като например хирзутизъм (лицево и телесно окосмяване от мъжки тип при момичетата) или гинекомастия (оформяне на женски тип гърди при момчетата). Но тези състояния се лекуват при навременна намеса. Освен това хормонални проблеми могат да забавят пубертета. За закъснение се смята, когато при момичета не е започнало уголемяване на гърдите след 13 години и няма менструация до 16-а година. При момчетата, ако тестисите не започнат да се уголемяват до 14-годишна възраст, означава, че има забавяне в развитието и е нужна консултация с лекар – ендокринолог или андролог. Всички отклонения през пубертета трябва да бъдат следени внимателно от специалист, защото при добро лечение те ще бъдат излекувани. За целта се използват хормонални препарати.

## Социални и психологически аспекти
Пубертетът е свързан и с редица социални проблеми. Много от децата остават неразбрани от родителите си и от обществото. Често физическата промяна става прекалено бързо и телата временно стават несъразмерни, което създава комплекси на подрастващите. Момчетата често страдат от спадащия понякога рязко немутирал глас, а момичетата трудно свикват с болките, често съпровождащи менструацията през пубертета. Акнето също е голям проблем на юношите.
Освен физическата метаморфоза, психиката на индивида се променя. Детето вече става мъж или жена. Инфантилното поведение започва да отстъпва. Навиците, интересите и изобщо начинът на живот се променят. Започва сексуалното влечение, появява се либидо.
Пубертетът е една от най-важните фази в човешкия живот. Тя променя човека от дете към възрастен индивид, способен да се възпроизвежда. Пубертетът е труден и за самия индивид, и за околните. Ето защо родителите трябва да бъдат по-търпеливи със своите деца, защото „танцът на хормоните“ е неконтролируем процес.